# Big Band (album d'Eddy Mitchell)
Albums de Eddy Mitchell
Héros
(2013) Big Band Palais des Sports 2016
(2016)
Big Band est le trente-sixième album studio d'Eddy Mitchell. Il sort le 23 octobre 2015 sous le label Polydor.

## Historique
Les chansons Il faut vivre vite et Quelque chose a changé évoquent respectivement Frank Sinatra et Martin Luther King.

## Autour de l'album
L'album est réalisé par Pierre Papadiamandis

## Liste des titres
| No  | Titre                                                     | Auteur                                              | Durée |
| --- | --------------------------------------------------------- | --------------------------------------------------- | ----- |
| 1.  | Il faut vivre vite                                        | Claude Moine - Pierre Papadiamandis                 | 3:33  |
| 2.  | Tu ressembles à hier                                      | Claude Moine - Pierre Papadiamandis                 | 4:54  |
| 3.  | Un cocktail explosif                                      | Claude Moine - Michel Gaucher                       | 4:07  |
| 4.  | Quelque chose a changé                                    | Claude Moine - Pierre Papadiamandis                 | 3:59  |
| 5.  | Combien je vous dois ?                                    | Claude Moine - Michel Amsellem                      | 3:11  |
| 6.  | Un rêve américain                                         | Claude Moine - Pierre Papadiamandis                 | 4:08  |
| 7.  | Si j'étais vous                                           | Claude Moine - Pierre Papadiamandis                 | 3:19  |
| 8.  | Je n'ai pas d'amis                                        | Claude Moine - Pierre Papadiamandis                 | 4:34  |
| 9.  | Avec des mots d'amour                                     | Claude Moine - Pierre Papadiamandis                 | 4:19  |
| 10. | Journaliste et critique                                   | Claude Moine - Pierre Papadiamandis                 | 4:17  |
| 11. | Promets-moi la lune (Fly My To The Moon (In Other Words)) | Claude Moine (adaptation) - Bart Howard             | 2:41  |
| 12. | Pleure (Hurt)                                             | Claude Moine (adaptation) - Jimmie Crane, Al Jacobs | 3:59  |

## Musiciens
- Rob Mounsey : piano
- Mike Merritt : basse
- Scott Healy : orgue Hammond
- Chuck Findley, Bill Chuchville, John Papenbrook : trompette, bugle
- Chris Tedesco : trompette
- Ian Vo : saxophone, flûte
- Bob Shepparo : saxophone alto, flûte
- Adam Schroeder : saxophone baryton, clarinette basse
- Jerry Vivino : saxophone ténor, clarinette
- Mike Nelson : clarinette ténor, flûte
- Reggie Young, Duane Benjamin, Éric Jorgensen : trombone
- Julian Gralle : trombone basse
- Christophe Luty : contrebasse
- Jeff Hamilton : batterie
- Grant Geissman : guitare
- Michel Gaucher : saxophone solo sur Quelque chose a changé
- Guy Waku : direction des chœurs sur Quelque chose a changé
- Guy Waku, Daddy Waku, Boyele Bomboko, Amanda Malela Mbuyi : chœurs